# Regne de Khotan
El regne de Khotan (xinès Yutian o Yu-tien) fou un estat de l'Àsia central al que fou el Turquestan Xinès i avui Xinjiang Uigur, centrat a l'oasi de Khotan (Hotan) amb continuïtat política entre el segle i i principis del xi.

## Història

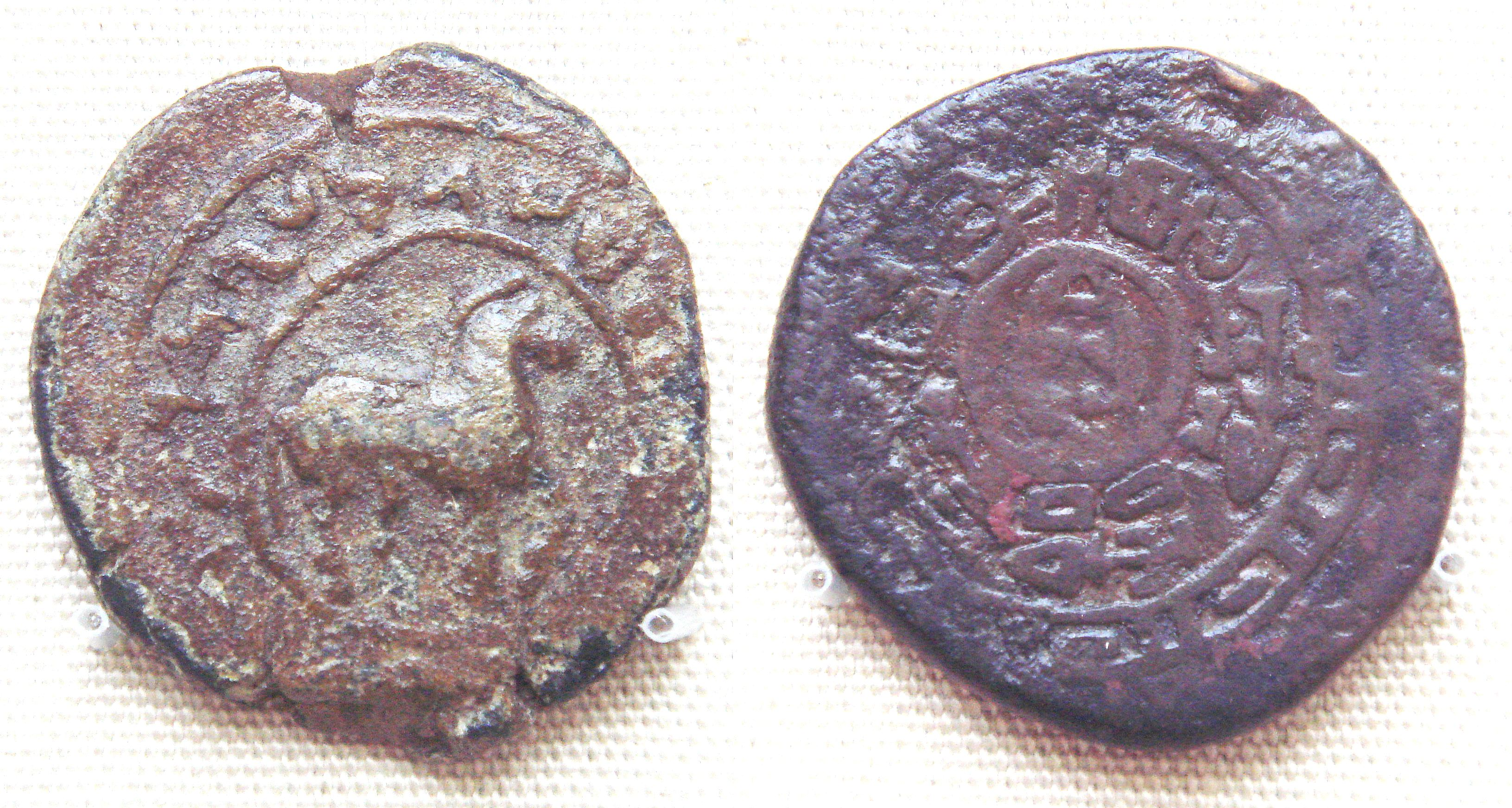
Monedes del rei de Khotan Gurgamoya, del.

És esmentat ja a la meitat del segle iii, quan fou part de l'imperi maurya d'Asoka (269 aC a 231 aC). El nom Hotan és sànscrit i vol dir 'pit de la terra'. A la regió es parlava un llenguatge d'arrel saka, i la seva població fou d'origen àrio-escita. Vers el 175 aC fou conegut per la missió xinesa de Tchang Kien; els xinesos li van donar el nom de Yu-t'ien i la transcripció no tindria relació amb Khotan; Pelliot diu que seria Odan o Odon (d'on Cotan); el pelegrí xinès del segle vii Hiuan-tsang (Xuanzang) l'anomena en xinès K'iu-sa-tan-na i diu que en llengua xinesa això vol dir "Mamella de la terra"; diu que el regne s'anomena Huan-na i en hsiung-nu (hiong nu) Yu-touen; els iranians li diuen Ho-tan (Xuat-tan potser derivat de Hwatan que els musulmans van convertir en Khotan) i els indis K'iu-tan (K'iuat-tan, directament Khotan); els tibetans van anomenar al regne Li-yul (país de Li) i a la ciutat com a Hu-ten. Localment apareix com Yuttina, una adaptació local del nom xinès Yu-t'ien. No obstant apareix al segle iv com a Khotana. Un cementiri preislamic prop de la ciutat (8 km a l'oest) es diu Yotkan. La llengua del país s'anomenava Xuan-na (Huana?) i literàriament el regne apareix a les fonts del Tangs com a Gostana o Gaustana. En textos locals apareix el nom Hvamma, Hvatana i Hvam que els nòmades del nord pronunciaven Odan o Odon.
Els yuezhi dominaren després la regió fins que el 176 aC foren derrotats pels xiongnu. Els annals Han (Hanshu) diuen que Khotan tenia 3.300 cases, 19.300 habitants i 2.400 guerrers. La ciutat principal del regne era Xicheng (Ciutat de l'Est). Les cases van pujar més tard a 32.000, els habitants a 83.000 i els guerres a 30.000.
L'establiment xinès al Tarim es va iniciar sota Wou-ti (140-87 aC) a partir del 110 aC i va rebre un gran impuls amb l'emperador Xuandi (Liu Xun) (74-49 aC). Turfan fou sotmès el 67 aC i Yarkand el 65 aC. Una breu retirada xinesa (64-60 aC) va deixar pas a una nova ofensiva que va completar el domini de la regió. Khotan va quedar sota influència xinesa fins al final de la dinastia Han (després de l'any 8 dC). En aquest temps s'hauria introduït el budisme (suposadament el 84 aC) per un monjo del Caixmir de nom Vairocana sota el llegendari rei Vijayasambhaya.
Vers el 48 la Xina va restablir el protectorat sobre els oasis del Tarim tan al nord (Turfan, Qarashahr, Kudjha, Aqsu, Utx Turfan i Kaixgar) com al sud (Lob Nor, Khotan i Yarkand. Khotan acabava de ser ocupada pel rei Hien (Xian) de Kaixgar que havia dominat altres regnes i gaudia de l'hegemonia regional. Xien va establir com a rei a Khotan al seu germà petit Weishi i va donar el regne de Ligui al deposat rei de Khotan, Yulin.
Vers l'any 60 els regnes ocupats es van revoltar aliats als xiongnu. El general Xiumo Ba es va revoltar i es va independitzar a Khotan; més tard Hien va morir en lluita contra un nou rei de Khotan, Kuang Tu (Guangde), net de Xiumo Ba (al que havia succeït el 61), que tot seguit es va apoderar de Yarkand i va establir l'hegemonia al sud de la conca amb 13 regnes vassalls (mentre al nord, l'any 73 el rei de Kudjha, Kien, es va apoderar de Kaixgar i es va fer amb l'hegemonia).
La penetració directe xinesa es va iniciar el 73. El rei de Khotan, Kuang-tu, es va sotmetre el 74 i amb això va quedar dominada també tot seguit la Kashgària. La dominació xinesa fou efímera doncs l'any 75 es va produir una revolta general contra els xinesos (poc abans de la mort de l'emperador que va morir aquell mateix any) a la que els xiongnu van donar suport. El 76 l'emperador xinès va ordenar evacuar la regió. El general xinès Ban Chao va intuir que si deixava el territori en mans dels xiongnu era la mateixa Xina la que estava en perill i es va retirar de Kaixgar i va arribar a Khotan, on el rei va manifestar la seva fidelitat; llavors el general va retornar a Kaixgar que havia caigut en mans de Kudjha (aliat dels xiongnu). Els caps locals foren executats i el domini xinès restaurat. Les fonts xineses parlant d'una ciutat amb 50.000 habitants i es creu que seguia parlant una llengua iraniana segurament un dialecte saka.
El 78, amb soldats reclutats a Khotan, Sogdiana i Kaixgar, es va apoderar d'Aksu i d'Utx Turfan. Ban Chao va escriure a l'emperador per justificar la seva acció. En les cartes parla de la importància d'ocupar els 36 regnes de l'Àsia Central per tallar el camí dels xiongnu. L'emperador xinès va acceptar les seves raons i les conquestes van continuar. El 91, Ban Chao va rebre de l'emperador el títol de "Protector general" equivalent a virrei de l'Àsia Central i va establir residencia a To Kien (prop de Kudjha), mentre un altre general es va establir a Kaixgar. La revolta es va acabar el 94 amb la conquesta de Qarashahr.
Ban Chao es va jubilar el 102 i va tornar a la Xina on va morir el mateix any. Els seus successors no van ser tan afortunats i la seva política va provocar la revolta general el 106. El 107, davant la continuïtat de la revolta, la cort imperial va cridar a totes les guarnicions amenaçades. Els regnes van recuperar la independència.
Fou Pan Yong, fill de Ban Chao, qui va restaurar l'obra paterna: entre el 123 i el 127 va conquerir tots els regnes (es diu que eren disset) i derrotar a les hordes xiongnu. El 127 s'esmenta al rei Vijaya Kriti que hauria ajudat l'emperador kushana Kanishka I a conquerir Saketa (Sakastana) a l'Índia. El 729 el rei de Khotan, Feng-kian (Fangqian), va matar el rei de Keriya on va posar al tron al seu propi fill. L'emperador xinès va ordenar al rei de Khotan restablir al rei de Keriya, però Fanggian s'hi va negar. El 731 va enviar a un dels seus fills a la cort imperial a oferir tribut.
El 132, el rei de Kaixgar Xen-pan (Chenpan), per ordre de l'emperador, va enviar un exèrcit de 20.000 homes i va derrotar el rei de Khotan i va col·locar al tron al rei Xeng-huo (Chengguo) que era de la família de l'antic rei Xing. Ventenars de persones foren decapitades.
El domini xinès a Khotan no fou destorbat més que per l'actuació brutal d'un comissari xines, successor del difunt (151) comissari Txao-pin (Zhao Ping), de nom Wang Jing, que va provocar la intervenció del rei Jian el 152. Jian fou mort pel comissari però aquest al seu torn fou mort pel marquès general, Shupo, que es va voler proclamar rei, però la classe dirigent va col·locar en el tron a Ang-huo (Anguo) el fill del rei difunt. El governador general xinès Ma Da va anar amb soldats contra Khotan però l'emperador el va cridar i el va destituir i va nomenar al seu lloc a Song Liang. Aquest només va exigir a Khotan la mort de Shupo però com que aquest ja havia mort feia unes setmanes no hi va haver càstig. Els comissaris generals xinesos disposaven de contingents de tots els regnes del Tarim i intervenien als conflictes locals en els quals feien d'àrbitres. El 175 el rei Anguo de Khotan va atacar Keriya i va derrotar el seu rei al que va matar junt amb molts altres.
Al segle iii va desaparèixer la influència xinesa que fou substituïda per la dels heftalites però alternada amb fidelitats temporals als regnes xinesos al segle iv. El 399 va visitar el país el pelegrí Faxian que hi va trobar una activa comunitat budista. Al segle v es va imposar la dinastia Wei, i al començament del segle vii hi exercien un cert control els turcs occidentals.
Khotan es caracteritzava per les seves plantacions, per la seda, per les fàbriques de tapissos i per l'extracció de jade; era un centre budista important i la religió dominant era el Gran Vehicle o Mahayana. En la primera meitat del segle vii hi regnava un sobirà conegut només pel seu nom en transcripció xinesa: Wei-t'chö. El 632 el rei va fer homenatge a l'emperador Tang i el 635 va enviar el seu fill a la cort xinesa.
El 644 Khotan fou visitada pel monjo pelegrí Xuanzang, que hi va estar uns 7 o 8 mesos i va escriure un detallat relat sobre el país. El 648 el general imperial d'origen turc A-che-na Cho-eul després que havia sotmès Kudjha, va enviar a Khotan a una companyia de cavalleria lleugera dirigida pel seu lloctinent Sie Wam-pei; el rei de Khotan, que llavors es deia Fou-cho Sin fou enviat a la cort imperial, però a causa de la seva fidelitat fou reenviat al seu regne amb nous títols i privilegis. El 670, sota l'emperador Tang Kao-tsong, el regne fou conquerit pels tibetans (una de les que foren anomenades "les quatre guarnicions") i un mgar (ministre) tibetà la va governar; el 674 el rei Fudu Xiong (Vijaya Sangrāma IV), la seva família i seguidors van haver de fugir a la Xina, després de fracassar en resistir als tibetans. Vers 680 a 692 s'esmenta un regent de nom Amacha Khemeg que governava Khotan. El país no fou recuperat per la Xina fins vers el 692 o 694 durant el regnat de l'emperadriu Wu Heou (o Wu Tsö-t'ien = Wu Zetian), vídua de l'anterior emperador. El 725 Yuchi Tiao (Vijaya Dharma III) fou executat pels xinesos per conspirar amb els turcs. Yuchi Fushizhan (Vijaya Sambhava II) fou posat al tron pels xinesos, al seu lloc. El 728 Yuchi Fushizhan (Vijaya Sambhava II) va rebre oficialment el títol de rei de Khotan de l'emperador xinès. El 736 Fudu Da (Vijaya Vāhana el Gran) va succeir a Yuchi Fushizhan i l'emperador xinès va donar un títol a la seva esposa. Vers el 740 el rei Yuchi Gui (Btsan-bzang Btsan-la Brtan) va succeir a Fudu Da (Vijaya Vāhana) i la seva dona va rebre igualment un títol; tot seguit va començar la persecució dels budistes; els monjos budistes del país van haver de fugir al Tibet on van trobar refugi mercès a l'esposa xinesa del rei tibeta Mes-ag-tshoms, però quan va morir la reina en una epidemia els monjos van haver de fugir cap a Gandhara. El 746 es va acabar la profecia del paós de Li i es va afegir al tibetà Tanjur.
La dominació xinesa va continuar fins a la batalla del Talas el 751 que va donar pas a l'establiment del kanat uigur. El 756 regnava Yuchi Sheng que va traspassar el govern al seu germà petit Shihu (Jabgu) Yao. El 786/788 encara apareix governant a Khotan Yuchi Yao quan hi va estar el pelegrí budista xinès Wukong. El 969 el rei Nanzongchang (Visa Sura) va enviar tribut a la Xina. El regne sota Visa Darma formava un eclavament entre els territoris xinesos i tibetans d'un costat i la regió de Kashgària ocupada pels turcs karakhànides; el rei portava el títol de "rei dels turcs i dels tibetans". Vers el 982 els nom dels reis desapareixen i pocs anys després el regne va caure en mans dels karakhànides (entre 1106 i 1113).

## Reis
- Fudu Jing (Vijaya Vikrama) 692- ?
- Wei-chi'h Tiao (Vijaya Dharma) ? -728
- Wei-Chi'h Fushihchan vers 728
- Wei-Chi'h Fututa
- Wei-Ch'ih Kuei vers 740
- Wei-Ch'ih Sheng vers 740-756
- Wei-Chi'h Yao vers 756-790
- Vijaya Vikrama 790- ?
- Visa Nakhan després del 800
- Visa Kirtti segle ix
- Visa Vikrama segle ix
- Visa Sagrama segle ix
- Visa Sambkhava 912-966
- Visa Sura 967-977
- Visa Dharma 978-982
- Desconeguts 982-vers 1110